# Nordische Länder

Die nordischen Staaten

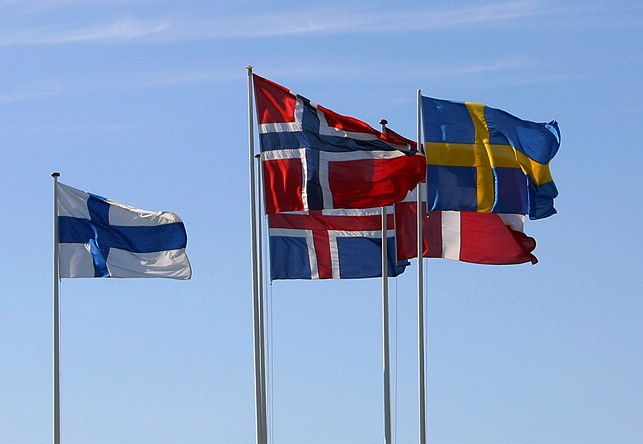
Flaggen der nordischen Staaten

Nordische Länder bzw. der Norden (dänisch/norwegisch/schwedisch Norden, isländisch Norðurlöndin, färöisch Norðurlond, finnisch Pohjoismaat, nordsamisch Davviriikkat) bezeichnet zusammenfassend die nordeuropäischen Staaten Dänemark, Finnland, Island, Norwegen und Schweden einschließlich der autonomen Gebiete Färöer, Grönland (beide zu Dänemark) und Åland (zu Finnland). Die nordischen Staaten umfassen knapp 3,5 Mio. km² und gut 26 Mio. Einwohner.
Der Begriff ist nicht unbedingt deckungsgleich mit Nordeuropa, zu dem je nach Definition teilweise das gesamte Baltikum, der Norden des europäischen Teiles von Russland oder auch das Vereinigte Königreich, beziehungsweise dessen nördlicher Teil, Schottland, gezählt werden. Diese Staaten hängen jedoch sprachlich, kulturell, politisch und geschichtlich meist enger mit anderen Staaten zusammen, weshalb eine Begriffsabgrenzung der nordischen Staaten von Nordeuropa entsteht.
Die Mehrheitsbevölkerungen Dänemarks, der Färöer, Islands, Norwegens, Schwedens und Ålands sprechen nordgermanische Sprachen, wogegen Finnisch, die samischen Sprachen sowie weitere Minderheitensprachen im Norden zur uralischen Sprachfamilie gehören. Die Inuit in Grönland sprechen Kalaallisut, eine eskimo-aleutische Sprache. Sprachlich-kulturelle Verbindungen zum Norden haben auch die dänischsprachigen Südschleswiger, die Bewohner der britischen Inseln Shetland und Orkney, deren nordgermanische Sprache Norn im 18. Jahrhundert ausgestorben ist, sowie die Estlandschweden.
Die skandinavischen Staaten (Dänemark, Norwegen, Schweden) bildeten seit der Eisenzeit ein gemeinsames nordgermanisches Kulturgebiet und wurden am Ende der Wikingerzeit in drei größere Königreiche vereinigt. Finnland geriet im Mittelalter unter schwedischen Einfluss. Die fünf modernen Staaten sind spätestens seit der Zeit der Kalmarer Union (15. Jahrhundert) auch politisch und wirtschaftlich eng miteinander verbunden; seit 1952 ist ihre Zusammenarbeit im Nordischen Rat formalisiert. Die nordischen Länder teilen sich heute in mehr oder weniger starker Ausprägung das nordische Gesellschaftsmodell und gehören allesamt zu den am höchsten entwickelten Staaten der Welt.
Die fünf nordischen Staaten Dänemark, Finnland, Island, Norwegen und Schweden haben ihre Botschaftskanzleien in Deutschland in einem gemeinsamen Komplex, den Nordischen Botschaften in Berlin. Er besteht aus fünf einzelnen Gebäuden mit einem gemeinsamen, öffentlichen Gebäude, verbunden durch ein umlaufendes Kupferband. Der Bau steht symbolisch für die enge Kooperation zwischen den nordischen Staaten.

## Überblick und internationale Organisationen
Die nordischen Staaten weisen trotz ihrer geographischen Nähe und oftmals gemeinsamen Geschichte eine große politische und sprachliche Vielfalt auf. Auch auf internationaler Ebene sind sie teilweise sehr unterschiedlich vertreten, entgegen dem „Skandinavismus“ und Zielvorstellungen beispielsweise des Nordischen Rates.
|                            | Schweden            | Dänemark            | Finnland                        | Norwegen                        | Island                                                                                  | Grönland                             | Färöer                | Åland                 |
| -------------------------- | ------------------- | ------------------- | ------------------------------- | ------------------------------- | --------------------------------------------------------------------------------------- | ------------------------------------ | --------------------- | --------------------- |
| Einwohner (in Mio.)        | 10,33               | 5,82                | 5,53                            | 5,37                            | 0,364                                                                                   | 0,056                                | 0,052                 | 0,030                 |
| Staatsform                 | Monarchie (1523)    | Monarchie (10. Jh.) | Republik (1917)                 | Monarchie (1905)                | Republik (1944)                                                                         | Auton. Nation (1979)                 | Auton. Nation (1948)  | Auton. Prov. (1921)   |
| Amtierender Regierungschef | Ulf Kristersson     | Mette Frederiksen   | Petteri Orpo                    | Jonas Gahr Støre                | Katrín Jakobsdóttir                                                                     | Múte B. Egede                        | Aksel V. Johannesen   | Katrin Sjögren        |
| Amtssprache(n)             | Schwedisch          | Dänisch             | Finnisch und Schwedisch         | Norwegisch                      | Isländisch                                                                              | Grönländisch und Dänisch             | Färöisch und Dänisch  | Schwedisch            |
| Nordischer Rat             | Mitglied seit 1952  | Mitglied seit 1952  | Mitglied seit 1955              | Mitglied seit 1952              | Mitglied seit 1952                                                                      | Ministerrat seit 1971                | Ministerrat seit 1971 | Ministerrat seit 1971 |
| Westnordischer Rat         |                     |                     |                                 |                                 | seit 1985                                                                               | seit 1985                            | seit 1985             |                       |
| NATO                       | seit 2024           | seit 1949           | seit 2023                       | seit 1949                       | seit 1949                                                                               | über Dänemark                        | über Dänemark         | über Finnland         |
| EFTA/EWR                   | Mitglied 1960–1995  | Mitglied 1960–1973  | Assoz. 1961, Mitglied 1986–1995 | seit 1960                       | seit 1970                                                                               |                                      |                       |                       |
| EU                         | seit 1995           | seit 1973           | seit 1995                       | Ref. 1972 & 1994 gegen Beitritt | war ab Sommer 2010 EU-Beitrittskandidat, Beitrittsgesuch am 12. März 2015 zurückgezogen | über Dänemark ab 1973, Austritt 1985 | 1972 gegen Beitritt   | seit 1995 nach Ref.   |
| Währung                    | SEK, Euro-Ref. 2003 | DKK, WKM II         | Euro seit 1999                  | NOK                             | ISK                                                                                     | DKK                                  | DKK                   | Euro                  |
| Nord. Passunion            | seit 1954           | seit 1954           | seit 1954                       | seit 1954                       | seit 1954                                                                               |                                      |                       |                       |
| Schengen                   | 1996/2001           | 1996/2001           | 1996/2001                       | 1996/2001                       | 1996/2001                                                                               |                                      |                       |                       |